# Broederskerk (Braunschweig)
De Broederskerk (Duits Brüdernkirche) is een voormalige Franciscaner kloosterkerk in de Nedersaksische stad Brunswijk. De oorspronkelijk aan de heiligen Maria, Franciscus en Bernward gewijde kerk is tegenwoordig het godshuis van de protestantse Ulrich-gemeente. Van het oorspronkelijke kloostercomplex zijn nog delen bewaard.

## Geschiedenis

### Het Franciscaner klooster
De eerste Franciscaner broeders arriveerden waarschijnlijk in 1219 in Duitsland. Hun oponthoud was van korte duur want ze werden als ketters het land uit verdreven. In 1221 zond Franciscus opnieuw broeders naar Duitsland, die zich in de buurt van Salzburg, Regensburg en in het Rijn-Maingebied vestigden. Via Hildesheim bereikten de Franciscanen ten slotte de steden Brunswijk, Halberstadt, Goslar en Maagdenburg. In de jaren daarna ontstond aan de noordelijke rand van de Altstadt een klooster. Van de oorspronkelijke Broederskerk die toen werd gebouwd is niets meer over; van het toenmalige klooster zijn nog enkele rondboogvensters in de zuidelijke vleugel van de kruisgang bewaard.
De kapel was echter snel te klein en werd daarom in de 14e en 15e eeuw vervangen door nieuwbouw in gotische stijl. Een eerste bouwonderbreking werd veroorzaakt door de Zwarte Dood, die naast de bevolking ook een groot deel van de broeders trof. De daaropvolgende rampen en hongersnoden zorgden ervoor dat de nieuwbouw pas in 1451 gereed kwam. Het hoge koor kon echter reeds in 1361 door bisschop Hendrik van Hildesheim worden gewijd. Tot 1522 werden de kloostergebouwen en de uit drie vleugels bestaande kruisgang voltooid.
In het jaar 1458 kon men in de nieuwe kloostergebouwen een vergadering van de Franciscanen beleggen waarbij 300 broeders aanwezig waren. De ruimten van het klooster werden ook door de stadsraad gebruikt, waardoor het klooster later bij de invoering van de geloofshervormingen een sleutelrol kreeg toebedeeld.

### De reformatie
Op 21 mei 1528 hield Johannes Bugenhagen, een hervormer en naaste medewerker van Maarten Luther, zijn eerste prediking in de Broederskerk. De reformatie in Brunswijk was reeds met een Benedictijner monnik met de naam Gottschalk Kruse, die bij Maarten Luther in de leer was geweest, begonnen en kreeg onder de bevolking steeds meer bijval. Op de prediking van Burgenhagen kwamen de burgers in groten getale af. Nadien bleef de hervormer in de stad en werkte hij samen met de raad en geestelijken de nieuwe kerkorde uit. Omdat delen van het klooster reeds aan de raad ter beschikking stonden vond ook daar de uitwerking van de nieuwe protestantse kerkorde plaats, die op 28 september 1528 door de raad werd aangenomen. Al na Pasen 1528 werd het de Franciscanen onmogelijk gemaakt hun werk te doen. Uiteindelijk verlieten de broeders in 1529 de stad. Met het vertrek namen zij waardevolle documenten mee, waaronder de stichtingsoorkonden, zodat er tegenwoordig gaten zitten in de geschiedenis van de Franciscaanse aanwezigheid in de stad en het ontstaan van de Broederskerk.
Als hallenkerk had de Broederskerk grote invloed op andere kerken in Brunswijk, die ook werden verbouwd tot hallenkerken. Ter ere van Johannes Burgenhagen werd in 1902 een monument aan de westzijde van de Broederskerk onthuld. Tijdens de Tweede Wereldoorlog werd dit monument verwoest, maar in het jaar 1970 werd naast het koor een nieuw bronzen beeld van de hervormer opgericht.
Na de reformatie stonden kerk en klooster enige tijd leeg. Maar omdat de kerk van de Sint-Ulrichgemeente op de Kohlmarkt in 1544 moest worden afgebroken, kreeg deze gemeente de Broederskerk als nieuwe parochiekerk toegewezen. De kloostergebouwen werden vervolgens door de kerk als woonhuizen gebruikt.

### 16e tot 19e eeuw
Na de reformatie werd de kerk geschikt gemaakt voor de protestantse eredienst. De kloostergebouwen kregen verschillende bestemmingen. In 1569 werden enkele ruimten gebruikt als arsenaal van de stad. In het begin van de 18e eeuw werden de gebouwen van een voormalig Dominicaner klooster verbouwd tot hertogelijk arsenaal, waarna het stedelijke arsenaal langzaam verviel en slechts tijdelijk nog voor bepaalde doelen door het garnizoen werd gebruikt. In de jaren 1753-1863 werd in de sacristie van de Broederskerk een bibliotheek ondergebracht. Tussen 1861 en 1865 werd de Broederskerk door Carl Tappe en 1903-1904 door Max Osterloh gerestaureerd.

### De verwoesting en de herbouw
Tijdens de Tweede Wereldoorlog, met name door de Britse bombardementen van 15 oktober 1944, werden aan de Broederskerk en het voormalige klooster ernstige verwoestingen toegebracht. Het dak werd volledig vernietigd en grote delen van de kloostergebouwen lagen in puin. De eerste verdieping van de sacristie werd in eerste instantie als noodkerk ingericht. Na 1945 werden zowel het kerkgebouw als het voormalige klooster in meerdere bouwfasen hersteld. Het hoge koor kon in 1957 weer worden ingewijd. Meer dan 20 jaar later, in 1978, kon de hele kerk worden ingewijd. Van het middeleeuwse kloostercomplex zijn de kruisgang, de sacristie en een kleine kapel bewaard gebleven. In de kerk bevindt zich nog een koorgestoelte uit de 14e eeuw, het hoogaltaar en een reliëf van de heilige Franciscus. Buiten dat is het deels behouden doksaal van 1592-1594 weer opgesteld. Ook bezit de kerk een doopvont dat oorspronkelijk heeft gestaan in de in 1544 afgebroken Sint-Ulrichkerk.

## Beschrijving

### Exterieur
De steunberen van de muren maken de grote gotische ramen van de kloosterkerk mogelijk. Het gebouw heeft een groot zadeldak. Voor het westelijke portaal bevindt zich een driedelige, neogotische voorhal. Behouden is een aan het kerkschip gevoegde kruisgang met bakstenen kruisribgewelven.

### Interieur
Het interieur heeft een totale lengte van 62 meter, de breedte van het schip meet 21 meter. De hoogte van het schip is 19,43 meter. De ruime, drieschepige hal wordt verdeeld over vijf traveeën. Het slanke, drie traveeën tellende, koor met 3/8-afsluiting is 25 meter lang, 10 meter breed en 21 meter hoog. De kerk bezit een rijk interieur:
- Behouden is een groot vleugelaltaar, dat tussen 1380 en 1400 door een onbekende Nedersaksische meester werd gemaakt.
- Uit het derde kwart van de 14e eeuw dateert een reliëf van de heilige Fransiscus met een knielende Franciscaanse monnik.
- Het koorgestoelte ontstond tegen het einde van de 14e eeuw. De rugwanden van het koorgestoelte werden rond het jaar 1600 van 42 panelen met katholieke kerkvaders en protestantse theologen voorzien.
- De Broederskerk kent merkwaardigerwijs twee doksalen. Het eerste doksaal van de kerk werd na 1544 verwijderd en in 1592-1594 vervangen door een renaissance-doksaal. Dit doksaal werd tussen 1861 en 1865 ontmanteld. In 1904 werd een door Wilhelm Sagebiel (1855-1940) neogotisch doksaal opgesteld, dat nog steeds bestaat. Na een twaalfjarige restauratie werd ook het renaissance-doksaal in het westelijke kerkschip opgesteld en op 2 februari 2000 ingewijd.
- Het doopvont uit 1440 is afkomstig uit de in 1544 afgebroken Sint-Ulrichkerk op de Kohlmarkt.
- Voorts bezit de kerk nog over een romaans processiekruis en een rond 1496 vervaardigde avondmaalskelk.
- Het grote orgel uit 1626 werd in 1945 door een luchtmijn vernietigd. In 1958 kreeg de kerk een nieuw koororgel in een oude, barokke orgelkas. Het koororgel werd in 1978 naar het hoofdschip van de kerk verplaatst en als rugpositief in het huidige orgel overgenomen, dat van 1980 tot 1991 door de orgelbouwer Gustav Steinmann uit valdorf gebouwd werd. De dispositie volgt Franse invloeden. Het instrument bezit over 40 registers en is voorzien van sleepladen met mechanische speel- en registertractuur.